# Richard Anthony

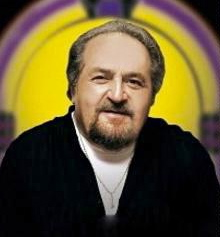
Richard Anthony.

Richard Anthony, född 13 januari 1938 i Kairo, Egypten, död 19 april 2015 i Pégomas, Frankrike, var en fransk sångare. Hans far var ambassadör och han tillbringade barndomen i Argentina och England. Han kom som tonåring till Paris, skivdebuterade 1958 och åtnjöt stor popularitet i Frankrike, Sydeuropa och även Sydamerika under 1960-talet med franska versioner av populärmusik från USA och Storbritannien. Hans stora genombrott var en version av Chubby Checkers "Let's Twist Again" 1961. Även i Sverige nådde han viss framgång med den franska versionen av Dusty Springfields "I Only Want to Be with You", "À présent tu peux t'en aller" som gick in på Tio i topp-listan 1965. I Storbritannien hade han endast en större hit med låten "If I Loved You" 1964.
Han tilldelades Arts et Lettres-orden 2011. Anthony avled i cancer 2015.